# 141e régiment d'artillerie
Pour les articles homonymes, voir 141e régiment.
Ne doit pas être confondu avec le 141e régiment d'artillerie lourde coloniale de 1914-1918
Le 141e régiment d'artillerie lourde hippomobile (141e RALH) est un régiment de l'armée de terre française qui a existé au début de la Seconde Guerre mondiale.

## Historique
Il est formé le 14 septembre 1939 au centre mobilisateur d'artillerie no 9 (Poitiers, Angers, Niort, Périgueux), avec trois groupes de canons de 155 mm long modèle 1917.
Placé en Réserve générale, il est affecté au 6e corps d'armée en mai 1940.